# متشکرم که آمدید
متشکرم که آمدید (به انگلیسی: Thank You for Coming) فیلمی هندی محصول سال ۲۰۲۳ و به کارگردانی کاران بولانی است. در این فیلم بازیگرانی همچون بومی پدنکار، شهناز گیل، دالی سینگ، کوشا کاپیلا، شیبانی بدی، سوشانت دیوجیکار، دولی آلووالیا، کاران کوندرا و آنیل کاپور ایفای نقش کرده‌اند.